# Cicerbita
Cicerbita es un género de plantas con flores perteneciente a la familia Asteraceae.

## Descripción
Son plantas herbáceas perennifolias. Las plantas de este género son muy similares a las del género Lactuca. Las hojas son comestibles.
La especie Cicerbita × favratii Wilczek es un híbrido de Cicerbita alpina y Cicerbita plumieri.

## Taxonomía
El género fue descrito por Karl Friedrich Wilhelm Wallroth y publicado en Schedulae Criticae 1: 433. 1822.

## Especies
- Cicerbita alpina
- Cicerbita bourgaei
- Cicerbita cyanea
- Cicerbita macrantha
- Cicerbita macrophylla
- Cicerbita macrorrhiza
- Cicerbita plumieri
- Cicerbita sonchiflora